# Sminthurinus domesticus
Sminthurinus domesticus är en urinsektsart som beskrevs av Hermann Gisin 1963. Sminthurinus domesticus ingår i släktet Sminthurinus, och familjen Katiannidae. Arten är reproducerande i Sverige.